# Cihangir Gaffari
Cihangir Gaffari (nacido en 1940) es un actor y productor de cine iraní, reconocido por su participación en las películas Dick Turpin (1974) y Bloodsport (1988). Durante su carrera utilizó los seudónimos John Foster y Johnny Ghaffari.

## Carrera
Gaffari protagonizó una gran cantidad de producciones cinematográficas turcas principalmente en la década de 1970. Su popularidad en el cine de ese país lo llevó a integrar el reparto de producciones internacionales, como Shaft vuelve a Harlem (1972) de Gordon Parks, Los demonios (1973) de Jesús Franco, El monte de las brujas (1974) de Raúl Artigot, Dick Turpin (1974) de Fernando Merino, Hundra (1983) de Matt Cimber, Fear City (1984) de Abel Ferrara y Bloodsport (1988) de Newt Arnold.
Ofició como productor en títulos como La cruz de Iberia, Hundra y Yellow Hair & The Pecos Kid. En 1975 tuvo una pequeña aparición en la serie de televisión estadounidense Centro médico. A comienzos de la década de 1990, el actor se retiró del ambiente cinematográfico.

## Filmografía seleccionada

### Cine
- 1990 - Rescue Force
- 1988 - Bloodsport
- 1988 - Gui ma bao biao zei mei ren
- 1984 - Yellow Hair & The Pecos Kid
- 1984 - Fear City
- 1983 - Hundra
- 1981 - Matad al buitre
- 1977 - Dört Ateşli Yosma
- 1974 - Dick Turpin
- 1973 - Sakhreye Siah
- 1973 - El monte de las brujas
- 1973 - Ölüme Yaklaşma
- 1973 - Los demonios
- 1972 - Safakta Vurusanlar
- 1972 - Şeytan kan kusturacak
- 1972 - Kırbaçlı yosma
- 1972 - Shaft vuelve a Harlem
- 1972 - Kızgın günes
- 1972 - Afacan küçük serseri
- 1971 - Adını Anmayacağım
- 1971 - Asker Ahmet
- 1971 - Bati'dan gelen adam
- 1971 - Gurur ve kin
- 1971 - Hak Yolu
- 1971 - Hedefte imzam var
- 1971 - Ipini boynunda bil
- 1971 - Kanunsuz sokak
- 1971 - Se delavar
- 1971 - Sevimli haydut
- 1971 - Shayyadan
- 1971 - Suçsuz firari
- 1971 - Tehlikeyi severim
- 1971 - Üç Kızgın Cengaver
- 1971 - Zapata
- 1970 - Bir çuval para
- 1970 - Dokhtar-e zalem-bala
- 1970 - Fadime
- 1970 - Hedefte iki kisi
- 1970 - İşportacı Kiz
- 1970 - Javani ham alamai darad
- 1970 - Kan ve tabanca
- 1970 - Ölüm fermanı
- 1970 - Selahattin Eyyubi
- 1970 - Shahr-e hert
- 1970 - Şimşek hafiye
- 1970 - Zagor
- 1970 - Yahgoot-e se cheshm
- 1969 - Alemya
- 1969 - Allá lejos y hace tiempo
- 1969 - Ghatelin ham migeryand
- 1969 - Malkoçoğlu Cem Sultan
- 1969 - Mojeze-ye ghalbha
- 1969 - Shar-ashoob
- 1969 - Tatilat-e Dash Esmal
- 1969 - Melikşah
- 1968 - Dozde-siyahpoush
- 1968 - Ghoroube botparastan
- 1968 - Janjal-e pool
- 1968 - Majeraye shabe janveye
- 1968 - Mard-e-hanjare-talael
- 1968 - Se javanmard
- 1968 - Tahran macerasi
- 1967 - Almaas 33
- 1967 - Dalahoo
- 1967 - Nim Vajabi
- 1966 - Emrooz va Farda
- 1965 – Qahremane qahremanan
- 1965 - Mootalaie shahre ma

### Televisión
- 1978 -  Keefer (telefilme)
- 1975 - Centro médico